# Château de Goulens
Le château de Goulens est un château de plaine, situé sur le territoire de la commune de Layrac en Lot-et-Garonne.

## Histoire
La seigneurie a appartenu au XIIIe siècle à la famille de Goulens et lui a donné son nom. La famille Carbonneau leur a succédé.
Le château a été construit au XVIe siècle.
Claude de Barbier de La Serre (vers 1636-1699), conseiller du roi à la cour des Aides de Guienne, a acheté le château, terre et seigneurie de Goulens par arrêt du parlement de Toulouse le 31 août 1689 pour la somme de 20 000 livres. Il y est décédé le 30 septembre 1699. Le château est resté la propriété de la famille Barbier de La Serre jusqu'en 2021.
Le manoir a subi des destructions à la Révolution. Les trois tours, deux rondes et une octogonale, ont été décapitées. Les signes féodaux sont démolis. Deux de ces tours sont reconstruites vers 1878 par l'architecte bordelais Gustave Alaux (1816-1882) sur les indications d'Eugène Viollet-le-Duc avec ajouts de créneaux et de hourds.
Le décor et le mobilier du château sont réalisés par des artistes de talent. Probablement, à partir des dessins de l'architecte, ils ont réalisé des tapisseries, des papiers peints, des ornements et des menuiseries s'harmonisant avec des sculptures rivalisant d'invention autour d'un bestiaire d'animaux domestiques ou sauvages, et parfois fantastiques.
Le château a été inscrit au titre des monuments historiques le 21 septembre 1921.